# Fimbristylis chingmaiensis
Fimbristylis chingmaiensis är en halvgräsart som beskrevs av S.M.Huang. Fimbristylis chingmaiensis ingår i släktet Fimbristylis och familjen halvgräs.
Artens utbredningsområde är Hainan (Kina). Inga underarter finns listade i Catalogue of Life.